# Arigliano

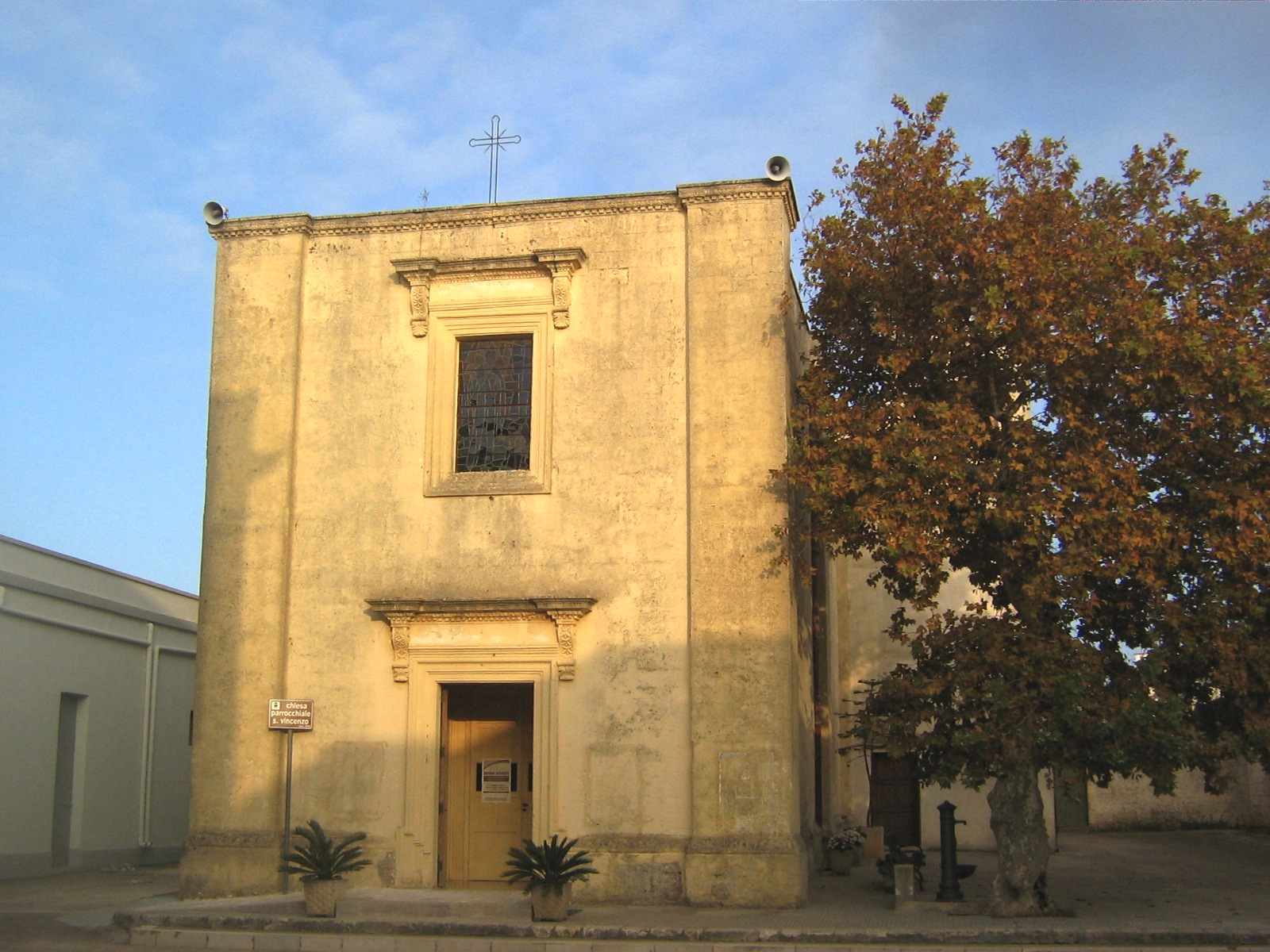
Chiesa Madre

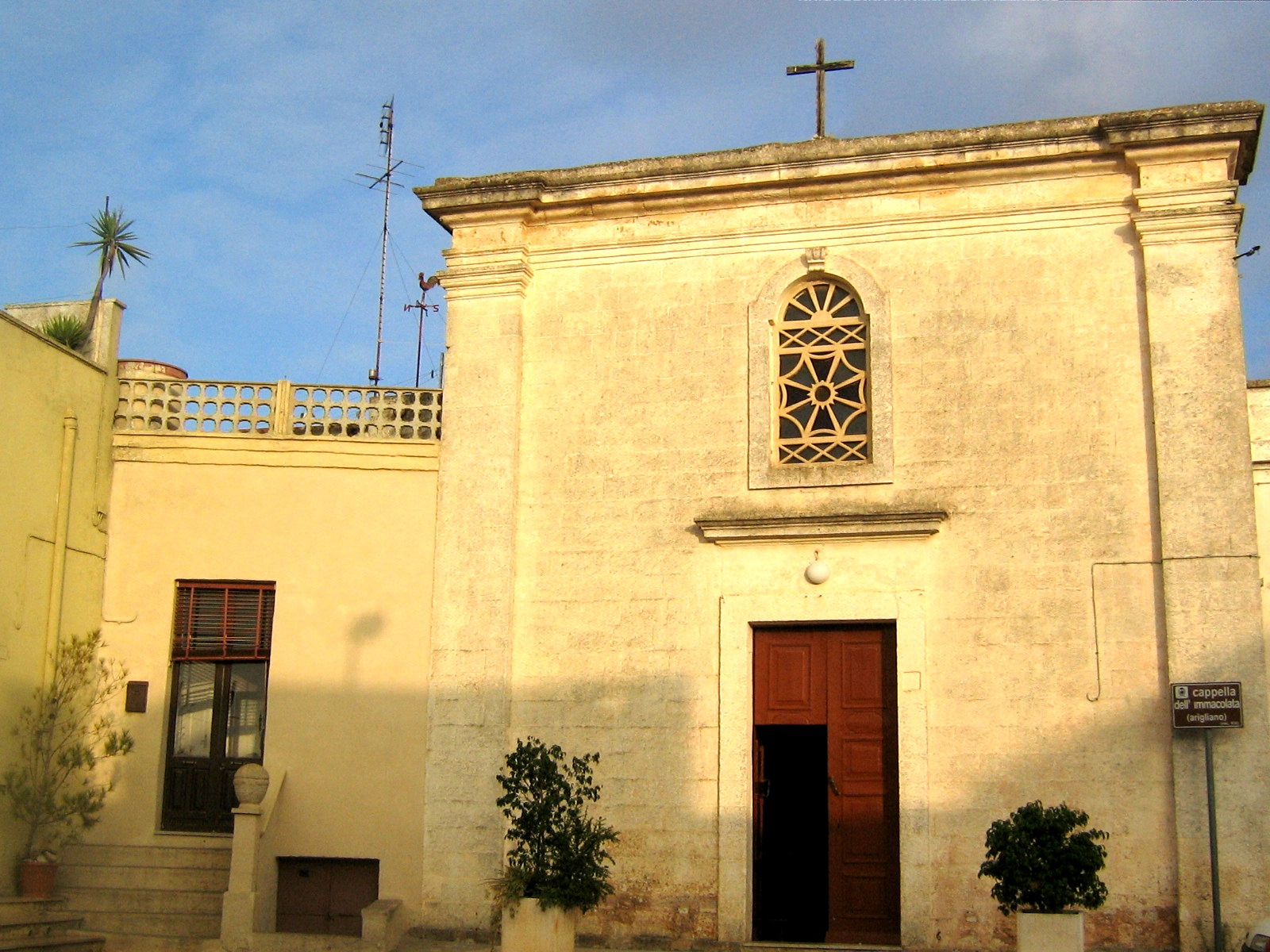
Chiesa dell'Immacolata

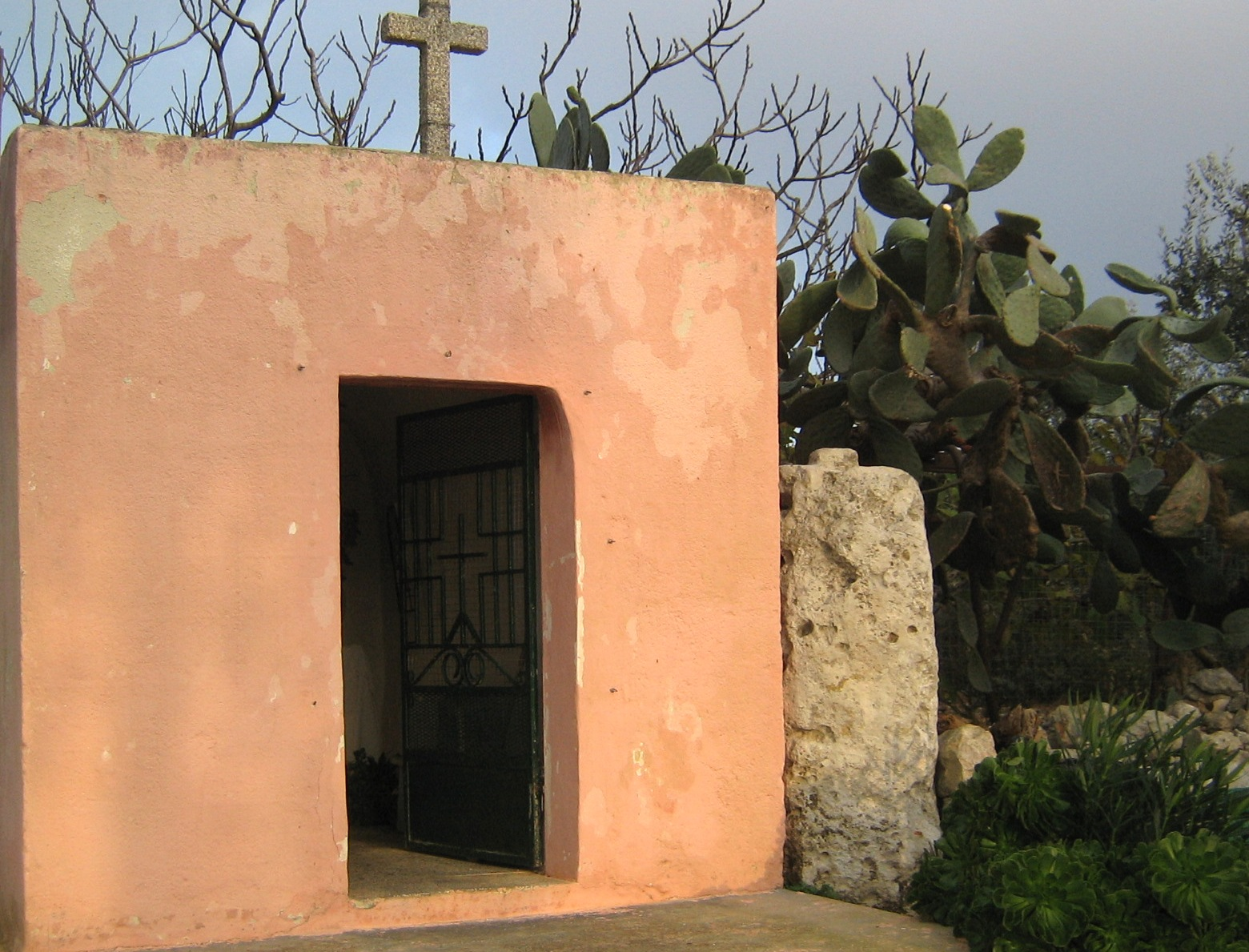
Cappella e Menhir Spirito Santo

Arigliano (Trianu in dialetto salentino) è, insieme a San Dana, una frazione del comune di Gagliano del Capo in provincia di Lecce.
Il centro abitato, situato nel basso Salento a 8 km da Santa Maria di Leuca e a 69 km da Lecce, è unito con il centro di Gagliano del Capo. Nella frazione ha sede la stazione ferroviaria di Gagliano Leuca, capolinea Sud delle Ferrovie Sud Est.

## Storia
La località è stata sicuramente abitata sin dall'Età del Bronzo, come testimoniano i due menhir presenti nel paese.
Probabilmente il primo nucleo abitativo risale all'Epoca Normanna, quando alcune famiglie provenienti dalla vicina Gagliano vi si stanziarono.
Nel periodo feudale, dopo aver seguito in un primo momento le sorti del casale di Alessano, appartenne ai Falconibus, ai Bisignano, ai  Castriota Scanderbeg, ai Colosso e infine agli Acerbo.

### Toponomastica
Secondo lo storico salentino Giacomo Arditi, il nome deriverebbe dal latino "ager Galiani" che significa "tenuta di Gagliano".

## Monumenti e luoghi d'interesse

### Edifici civili

#### Palazzo Abati
Il palazzo, di proprietà della famiglia Abati, fu costruito nel 1759.
È composto da due piani. I singoli fronti sono spartiti da una coppia ravvicinata di grandi archi mistilinei tamponati da murature rientrate, nelle quali si aprono, con diversa forma, porte e finestre.
Il portale a tutto sesto è sormontato dallo stemma della famiglia raffigurante, nel mezzo, un leone che porta sul capo una corona e che regge un pastorale e, sui lati, due stelle a sei raggi.

### Edifici religiosi

#### Chiesa di San Vincenzo
La Chiesa Matrice è dedicata a San Vincenzo di Saragozza e la sua costruzione risale al XVII secolo.
È ubicata nel piccolo centro storico del paese e si presenta con una sobria facciata arricchita dal portale d'ingresso e da un finestrone. È costruita con conci tufacei e pietra leccese.
Nel 1628, durante la visita di Monsignor Perbenedetti, la chiesa risultava essere composta da una sola navata e con due altari. Venne ampliata nel XIX secolo con l'aggiunta del presbiterio, delle due ali laterali, della sacrestia e del campanile.
Fra le opere artistiche presenti in chiesa si segnalano le tele raffiguranti San Vincenzo di Saragozza, la Madonna del Rosario e i Santi Medici, quest'ultima del 1876. Degna di nota è anche la statua di San Vincenzo.

#### Cappella dello Spirito Santo
Posta alla periferia del paese, l'edicola dello Spirito Santo è una struttura del XVII secolo, con facciata semplice e all'interno due dipinti raffiguranti entrambi la Trinità. Si erge accanto al menhir omonimo.

#### Cappella dell'Immacolata
La cappella dell'Immacolata è situata nel centro storico e risale ai primi anni '30 del XIX secolo. È costruita con conci tufacei e carparo.
La sobria facciata lineare presenta due lesene che la delimitano, unitamente alla trabeazione. Il portale è sormontato da una finestra con arco a tutto sesto ed è traforata a "brise soleille". L'edificio possiede un campanile a vela con bifora, sormontato da un timpano triangolare. L'opera a traforo sul finestrone, è stata aggiunta nella seconda metà del XX secolo.
L'interno, ad unica navata rettangolare con copertura a stella, ospita un marmoreo altare maggiore policromo. Sulla parete absidale è posizionata una tela raffigurante l'Immacolata. Sono presenti inoltre le statue dell'Immacolata, di Cristo Morto, dell'Addolorata, di Sant'Antonio da Padova e di Santa Barbara.

### Menhir

#### Menhir della Croce
Il Menhir della Croce, situato nei pressi della linea ferroviaria, fu più volte abbattuto e restaurato. Il monolite (45 x 26 cm) ha un'altezza di 130 cm e presenta una leggera rastremazione verso il basso. Sulla facciata sud presenta una croce uncinata graffita.

#### Menhir Spirito Santo
Il Menhir Spirito Santo (70 x 50 cm) si eleva per 170 cm in altezza. È collocato alla fine di un muretto a secco, in cui è inglobato, adiacente all'omonima cappella. Di forma irregolare, è rastremato in sommità su cui è collocato uno zoccolo parallelepipedo in pietra (15 x 15 x 6 cm) probabile alloggio di una croce.